# Hinduísmo
Hinduísmo é um termo genérico para uma ampla gama de tradições religiosas e espirituais indianas (sampradayas) que são unificadas pelo conceito de dharma ('dharma hindu'), uma ordem universal mantida por seus seguidores por meio de rituais e vida justa. A palavra hindu é um exônimo e embora o hinduísmo tenha sido considerado a religião mais antiga do mundo, também foi descrito como Sanātana Dharma ("darma eterno"), um uso moderno, baseado na crença religiosa de que suas origens estão além história humana, conforme textos sagrados hindus. Outro endônimo para o hinduísmo é Vaidika Dharma ("darma védico").
O hinduísmo é a terceira maior religião do mundo, com aproximadamente 1,2 bilhão de seguidores, ou cerca de 15% da população global, conhecidos como hindus. É a fé mais amplamente professada na Índia, Nepal, Maurício e em Bali, Indonésia. Um número significativo de comunidades hindus são encontradas nos países do Sul da Ásia, Sudeste Asiático, Caribe, Oriente Médio, América do Norte, Europa, Oceania, África e em outras regiões do mundo.
O hinduísmo envolve diversos sistemas de pensamento, marcados por uma gama de conceitos compartilhados que discutem teologia, mitologia, entre outros tópicos em fontes textuais. Os textos hindus foram classificados em shruti ("ouvidos") e smṛiti ("lembrados"). As principais escrituras hindus são os Vedas, os Upanixades, os Puranas, o Mahabharata (incluindo o Bagavadeguitá), o Ramáiana e os Ágamas. Temas proeminentes nas crenças hindus incluem karma (ação, intenção e consequências), saṃsāra (o ciclo de morte e renascimento) e os quatro puruṣārthas, objetivos ou metas adequadas da vida humana, a saber: dharma (ética/deveres), artha (prosperidade/trabalho), kama (desejos/paixões) e moksha (libertação/liberdade das paixões e, finalmente, o saṃsāra). As práticas religiosas hindus incluem devoção (bhakti), adoração (puja), ritos de sacrifício (yajna), meditação (dhyana) e ioga. As duas principais denominações hindus são o vixenuísmo e o xivaísmo, além de outras denominações, como o shaktismo e smartismo. As seis escolas ásticas de filosofia hindu que reconhecem a autoridade dos Vedas são: sânquia, ioga, niaia, vaisesica, mīmāṃsā e vedanta.
Enquanto o tradicional Itihasa-Purana e sua cronologia épico-purânica derivada apresentam o hinduísmo como uma tradição existente há milhares de anos, os estudiosos consideram o hinduísmo como uma fusão ou síntese da ortopraxia bramânica com várias culturas indianas, tendo raízes diversas e nenhum fundador específico. Esta síntese hindu surgiu após o período védico, entre c. 500 a 200 a.C. e 300 d.C., no período da segunda urbanização e do início do período clássico do hinduísmo, quando os épicos e os primeiros Puranas foram compostos. Floresceu no período medieval, com o declínio do budismo na Índia. Desde o século XIX, o hinduísmo moderno, influenciado pela cultura ocidental, adquiriu grande apelo no Ocidente, refletido principalmente na popularização do ioga e de várias seitas, como a meditação transcendental e o movimento Hare Krishna.

## Etimologia
Hindū é o nome em persa do rio Indo, encontrado pela primeira vez na palavra Hindu (həndu) do persa antigo, correspondente ao sânscrito védico Sindhu. O Rigveda chama a terra dos indo-arianos como Sapta Sindhu ("Sete rios sagrados no noroeste da Ásia Meridional, um deles o Indo), que corresponde ao Hapta Həndu no Avestá (Vendidade, 1.18), escritura sagrada do zoroastrismo. O termo foi utilizado para designar aqueles que viviam no subcontinente indiano, ou para além do "Sindhu".
O termo persa (persa médio Hindūk, persa moderno Hindū) entrou na Índia pelo Sultanato de Déli e aparece nos textos do sul da Índia, bem como da Caxemira, a partir de 1323 d.C., e a partir daí é cada vez mais utilizado, especialmente durante o período da Índia britânica (Raj britânico). Desde o fim do século XVIII a palavra passou a ser usada no Ocidente como um termo que abrange a maioria das tradições religiosas, espirituais e culturais do subcontinente, com a exceção do siquismo, budismo e jainismo que são religiões distintas.

## Definições

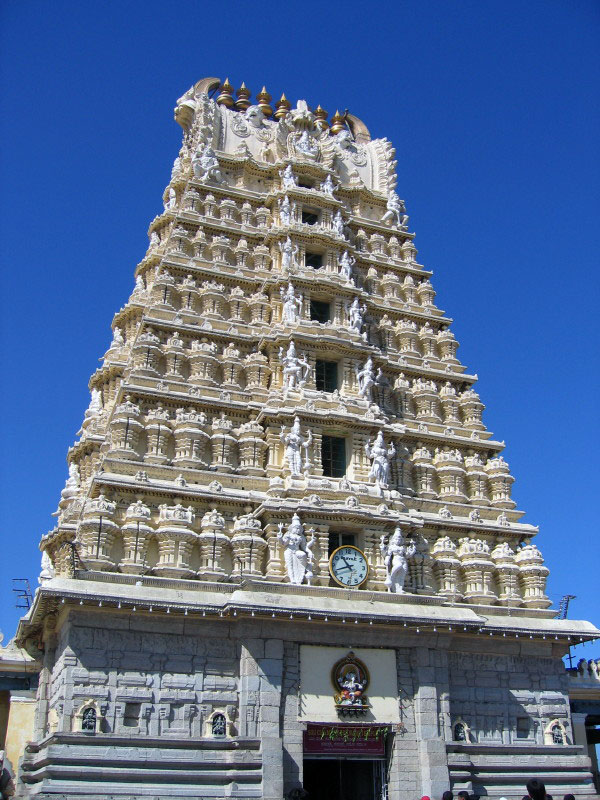
Templo hinduísta em Mysore, Índia

O hinduísmo não tem um "sistema unificado de crenças, codificado numa declaração de fé ou um credo", mas sim é um termo abrangente, que engloba a pluralidade de fenômenos religiosos que se originaram e são baseados nas tradições védicas.
Hindu é originalmente um termo persa, em uso desde os tempos do Sultanato de Déli, e que se referia a qualquer tradição nativa da Índia, em contraste com o islã. Hindu é usado no inglês no sentido de "pagão indiano" desde o século XVII, porém a noção do hinduísmo como uma tradição religiosa identificável, qualificando uma das religiões do mundo, surgiu apenas durante o século XIX.
A característica da tolerância compreensiva às diferenças de credo e a abertura dogmática do hinduísmo o torna difícil de ser definido como uma religião de acordo com o conceito ocidental tradicional. Muitas pessoas manifestam algum tipo de problema ao tentar chegar a uma definição do termo, principalmente devido à ampla gama de tradições e ideias incorporadas ou cobertas por ele. Embora seja descrito como uma religião, o hinduísmo costuma ser definido com mais frequência como uma 'tradição religiosa'. É descrito como a mais antiga das religiões mundiais, e mais diversa em tradições religiosas.
A maior parte das tradições hindus reverenciam um corpo de literatura sagrada ou religiosa, os Vedas, embora existem exceções; algumas tradições religiosas acreditam que certos rituais específicos sejam essenciais para a salvação, mas diversos pontos de vista sobre o assunto podem coexistir. Algumas filosofias hindus postulam uma ontologia teística da criação, sustento e destruição do universo, enquanto outros hindus são ateus. O hinduísmo por vezes é caracterizado pela crença na reencarnação (samsara), determinada pela lei do karma (karma), e que a salvação é a liberdade deste ciclo de sucessivos nascimentos e mortes; outras religiões da região, no entanto, como o budismo e o jainismo, também acreditam nisto, mesmo estando fora do escopo do hinduísmo. O hinduísmo é visto como a mais complexa de todas as religiões históricas vivas do mundo, porém a despeito desta complexidade é não apenas numericamente a maior delas, como também a mais antiga tradição em existência na Terra, com raízes que se estendem até a pré-história.
Uma definição do hinduísmo dada pelo primeiro vice-presidente da Índia, o reputado teólogo Sarvepalli Radhakrishnan, diz que ele não é "apenas uma fé", mas que, por estar ele próprio relacionado à união da razão e intuição, não pode ser definido, apenas experimentado. De maneira similar, alguns acadêmicos sugerem que o hinduísmo pode ser visto como uma categoria com seus limites pouco definidos, e não uma entidade rígida e bem-definida. Algumas formas de expressão religiosa são centrais ao hinduísmo, enquanto outras não são tão centrais, porém ainda enquadram-se dentro da categoria; com base nisto desenvolveram-se algumas teorias acerca da definição do hinduísmo, como a 'teoria dos protótipos'.
Os problemas com uma única definição do que realmente se quer dizer pelo termo 'hinduísmo' frequentemente são atribuídas ao fato de que o hinduísmo não tem um fundador histórico único ou comum. O hinduísmo ou, como alguns dizem, 'hinduísmos', não tem um sistema único de salvação, e apresenta diferentes metas de acordo com a seita ou denominação. As formas da religião vêdica são vistos não como uma alternativa ao hinduísmo, mas como a sua forma mais antiga, e praticamente não há justificativa para as divisões estabelecidas pela maior parte dos acadêmicos ocidentais entre o vedismo, o bramanismo e o próprio hinduísmo.
Uma possível definição de hinduísmo é ainda mais complicada pelo uso frequente do termo "fé" como sinônimo para "religião". Alguns acadêmicos e diversos praticantes se referem ao hinduísmo com uma definição nativa, como 'Sanātana Dharma', uma frase em sânscrito que significa "a eterna lei" ou "eterno caminho". Num sentido mais abrangente, o hinduísmo engloba o bramanismo, isto é, a crença na "Alma Universal", Brâman; num sentido mais específico, o termo é empregado para designar apenas o sistema cultural e religioso da Índia medieval e posterior. De acordo com o livro História das Grandes Religiões, "o hinduísmo é um estado de espírito, uma atitude mental dentro de seu quadro peculiar, socialmente dividido, teologicamente sem crença, desprovido de veneração em conjunto e de formalidades eclesiásticas ou de congregação: e ainda substitui o nacionalismo".

## Crenças

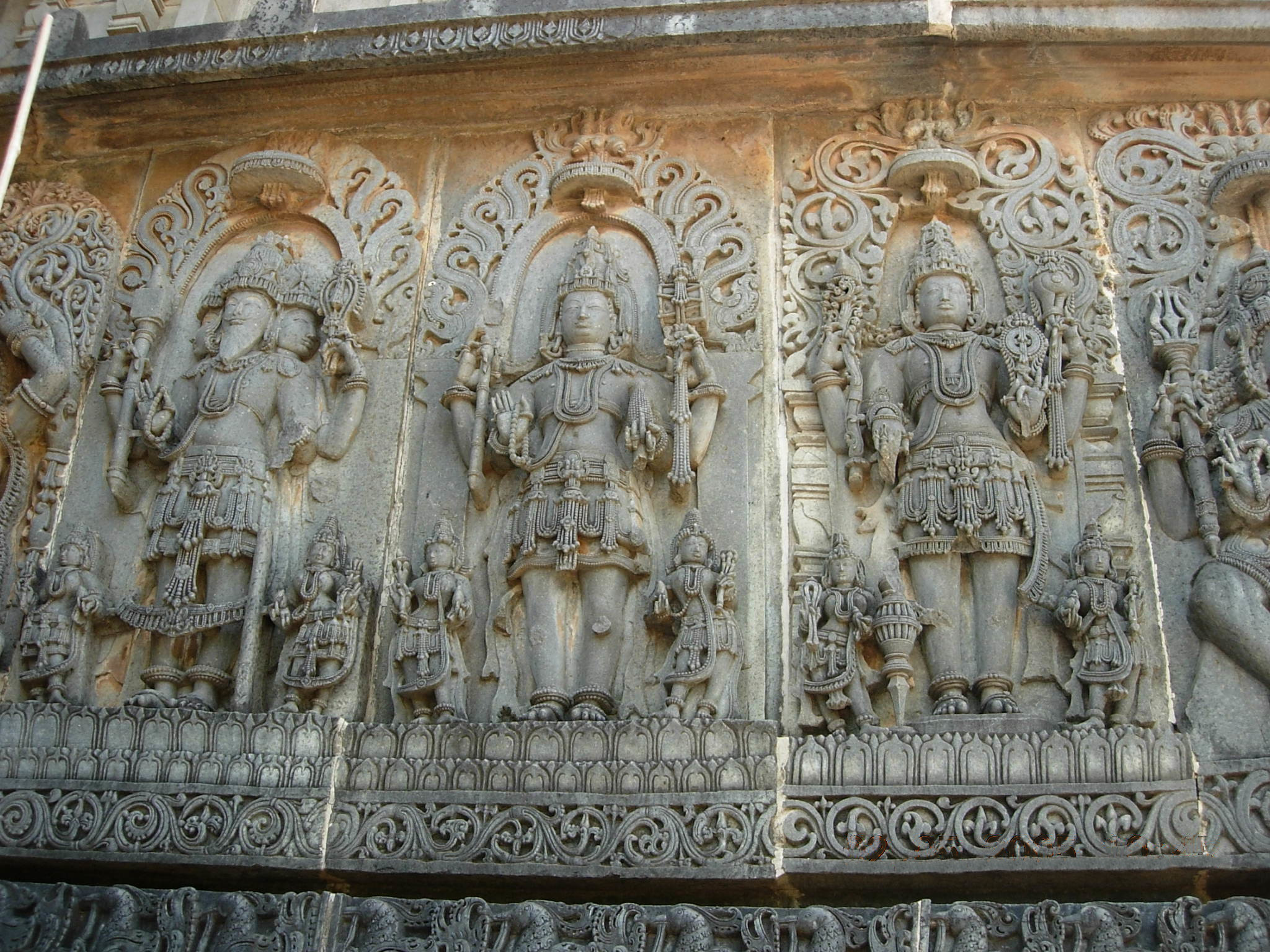
Escultura no templo de Hoysaleswara representando a Trimúrti: Brama, Xiva e Vixnu

O hinduísmo é uma corrente religiosa que evoluiu organicamente através de um grande território marcado por uma diversidade étnica e cultural significativa. Esta corrente evoluiu tanto através da inovação interior quanto pela assimilação de tradições ou cultos externos ao próprio hinduísmo. O resultado foi uma variedade enorme de tradições religiosas, que vai de cultos pequenos e pouco sofisticados aos principais movimentos da religião, que contam com milhões de aderentes espalhados por todo o subcontinente indiano e outras regiões do mundo. A identificação do hinduísmo como uma religião independente, separada do budismo e do jainismo, depende muitas vezes da afirmação dos próprios fiéis de que ela o é.
Temas proeminentes nas (porém não restritos às) crenças hinduístas incluem o darma (dharma, ética hindu), samsara (samsāra, o contínuo ciclo do nascimento, morte e renascimento), carma (karma, ação e consequente reação), mocsa (moksha, libertação do samsara), e as diversas iogas (caminhos ou práticas).

### Conceito de Deus

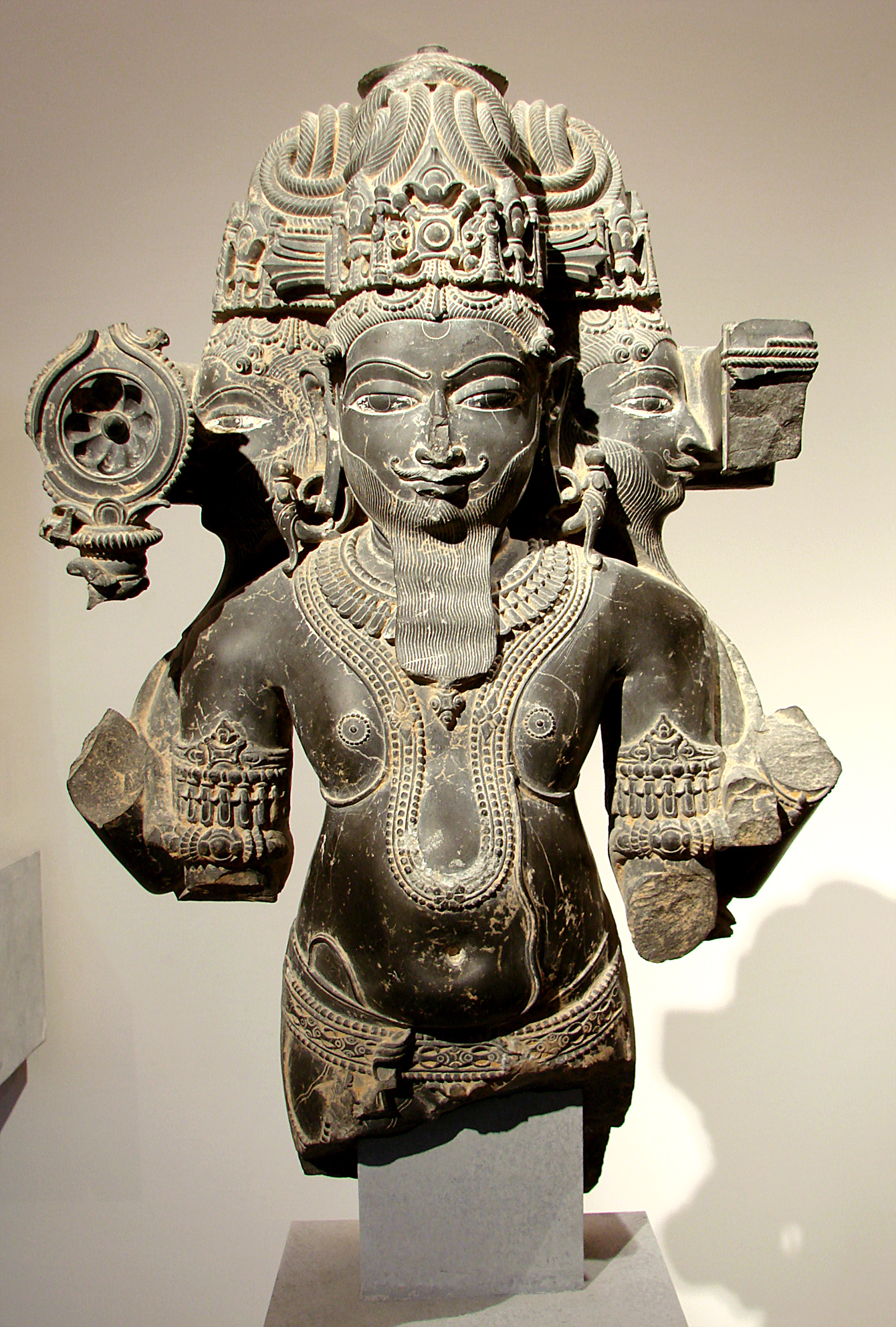
Brama, uma das principais divindades do hinduísmo

O hinduísmo é um sistema diversificado de pensamento, com crenças que abrangem o monoteísmo, politeísmo, panenteísmo, panteísmo, monismo e ateísmo, e o seu conceito de Deus é complexo, e está vinculado a cada uma das suas tradições e filosofias. Por vezes é tido como uma religião henoteísta (isto é, que envolve a devoção a um único deus, embora aceite a existência de outros), porém o termo é visto, da mesma maneira que os outros, como uma generalização excessiva.
A maior parte dos hindus acredita que o espírito ou a alma - o "eu" verdadeiro de cada pessoa, chamado de ātman — é eterno. De acordo com as teologias monistas/panteístas do hinduísmo (tais como a escola Advaita Vedânta), este Atman não pode ser distinguido, em última instância, do Brâman, o espírito supremo; estas escolas são, portanto, chamadas de não dualistas. A meta da vida, de acordo com a escola Advaita, é chegar à conclusão que o seu ātman é idêntico ao Brâman, a alma suprema. Os Upanixades afirmam que quem que tome consciência do ātman como o âmago de si próprio estabelece uma identidade com Brâman, atingindo assim o moksha ("liberação" ou "liberdade").
Escolas dualísticas (Ver Dvaita e Bhakti) compreendem Brâman como um Ser Supremo que possui personalidade, e o/a veneram como Vixnu, Brama, Xiva ou Shákti, dependendo da seita. O ātman é dependente de Deus, enquanto o moksha depende do amor a Deus e da graça de Deus. Quando Deus é visto como um ser supremo pessoal (em lugar do princípio infinito), Deus é chamado de Ishvara ("O Senhor"), Bhagavan ("O Auspicioso") ou Parameshwara ("O Senhor Supremo"). As interpretações de Ishvara variam, no entanto, da não crença no Ishvara dos seguidores do Mimamsakas, até a sua identificação com Brâman, pelo Advaita. Na maior parte das tradições do vixenuísmo Deus é Vixnu, e o texto das escrituras desta denominação identifica este Ser como Krishna, por vezes chamado de svayam bhagavan. Também existem escolas, como o Sânquia, que têm tendências ateias.

### Devas e avatares

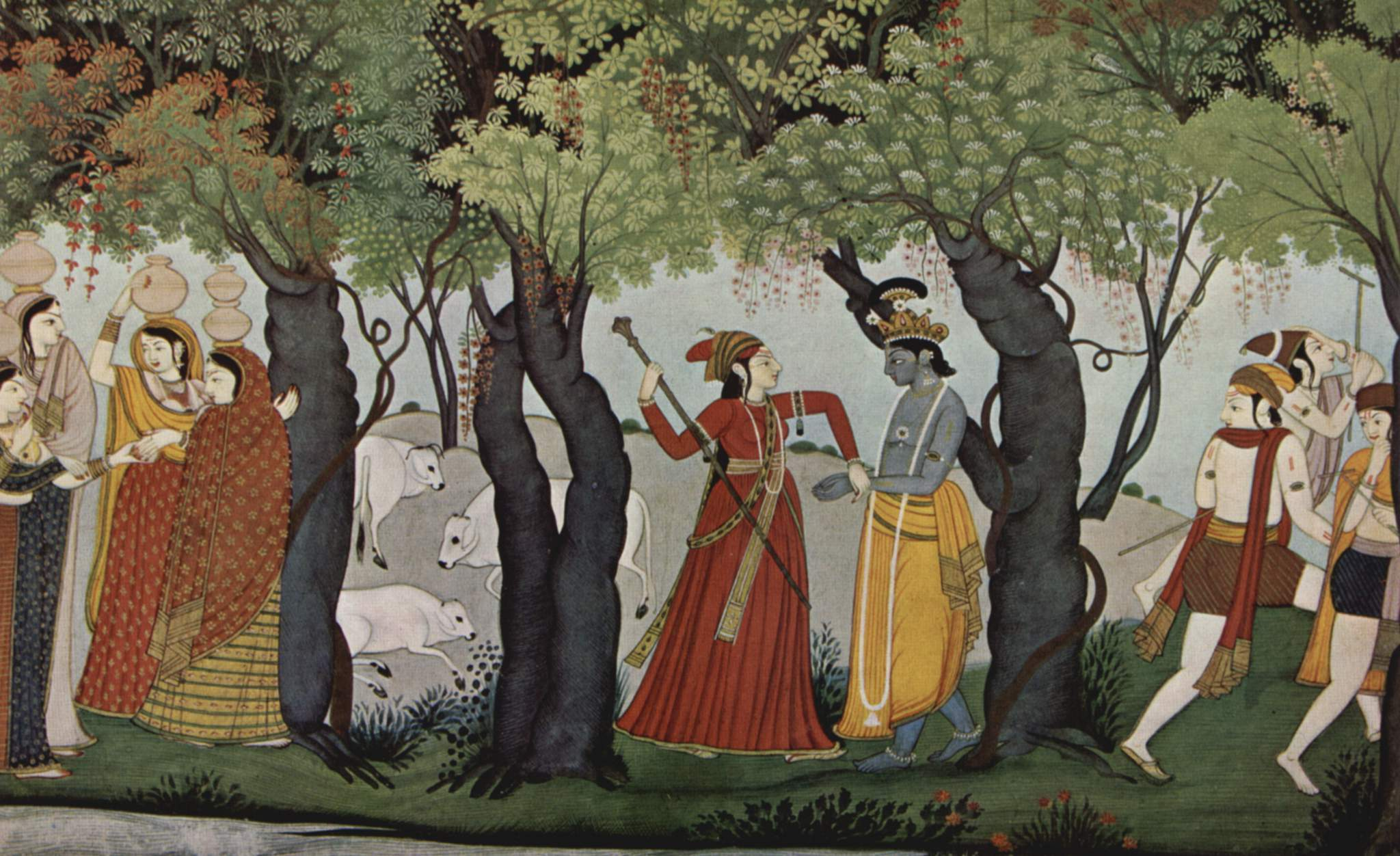
Ao centro, Críxena - a oitava encarnação (avatar) de Vixnu, ou svaym bhagavan - com sua consorte, Rada - venerada como Radha Krishna em diversas tradições. Pintura tradicional do século XVII

As escrituras hindus se referem a entidades celestiais chamadas devas (ou devī, na sua forma feminina; devatā é usado como sinônimo de Deva em hindi), "os brilhantes", que pode ser traduzido como "deuses" ou "seres celestiais". Os devas são uma parte integrante da cultura hindu, e foram retratados na sua arte, arquitetura, e através de ícones, e histórias mitológicas sobre eles foram relatadas nas escrituras da religião, particularmente na poesia épica indiana e nos Puranas. Frequentemente são, no entanto, dissociados de Ishvara, um deus pessoal supremo que muitos hindus veneram de uma forma particular, como seu iṣṭa devatā, ou "ideal escolhido". A escolha é uma questão de preferência individual e tradições regionais e familiares.
Os épicos hindus e os Puranas relatam diversos episódios da descida de Deus à Terra em sua forma corpórea para restaurar o darma da sociedade e guiar os humanos ao moksha. Tal encarnação é chamada de avatar. Os avatares mais são os de Vixnu, e incluem Rama (protagonista do Ramáyana) e Krishna (figura central do épico Mahabárata).

### Karma e samsara
Karma pode ser traduzido literalmente como "ação", "obra" ou "feito" e pode ser descrito como a "lei moral de causa e efeito". De acordo com os Upanixades um indivíduo, conhecido como o jiva-atma, desenvolve samskaras (impressões) a partir das ações, sejam elas físicas ou mentais. O linga sharira, um corpo mais sutil que o físico, porém menos sutil que a alma, armazena as impressões, e lhes carrega à vida seguinte, estabelecendo uma trajetória única para o indivíduo. Assim, o conceito de um carma infalível, neutro e universal, relaciona-se intrinsecamente à reencarnação, assim como à personalidade, característica e família de cada um. O carma une os conceitos de livre-arbítrio e destino.
O ciclo de ação, reação, nascimento, morte e renascimento é um contínuo, chamado de samsara. A noção de reencarnação e carma é uma premissa forte do pensamento hindu. O Bagavadguitá afirma que:
| “ | Assim como uma pessoa veste roupas novas e joga fora as roupas antigas e rasgadas, uma alma encarnada entra em novos corpos materiais, abandonando os antigos. (B.G. 2:22) | ” |

A samsara dá prazeres efêmeros, que levam as pessoas a desejarem o renascimento para gozar dos prazeres de um corpo perecível. No entanto, acredita-se que escapar do mundo da samsara através do moksha assegura felicidade e paz duradouras. Acredita-se que depois de diversas reencarnações um atman eventualmente procura a união com o espírito cósmico (Brâman/Paramatman).
A meta final da vida, referida como moksha, nirvana ou samādhi, é compreendida de diversas maneiras diferentes: como uma realização da união de alguém com Deus; como a realização da relação eterna de alguém com Deus; realização da unidade de toda a existência; abnegação total e conhecimento perfeito do próprio Eu; como o alcance de uma paz mental perfeita; e como o desprendimento dos desejos mundanos. Tal realização libera o indivíduo da samsara e termina com o ciclo de renascimentos.
A conceitualização do moksha difere entre as várias escolas de pensamento hindu. O Advaita Vedanta, por exemplo, sustenta que após alcançar o moksha um atman não mais identifica a si próprio como um indivíduo, mas sim como sendo idêntico a Brâman em todos os aspectos. Os seguidores das escolas Dvaita (dualísticas) se identificam como parte de Brâman, e, após atingir o moksha, esperam passar a eternidade num loka (céu), na companhia de sua forma escolhida de Ishvara. Assim, diz-se os seguidores do Dvaita desejam "provar o açúcar", enquanto os seguidores do Advaita querem "se tornar açúcar".

### Purusharthas
O pensamento hindu clássico aceita os seguintes objetivos da vida humana, conhecidos como os puruṣārthas ou "quatro objetivos da vida":
darma "retidão", "ethikos", artha "sustento", "riqueza", kāma "prazer sensual", mokṣa "liberação", "liberdade" [do samsara]".

### Ioga

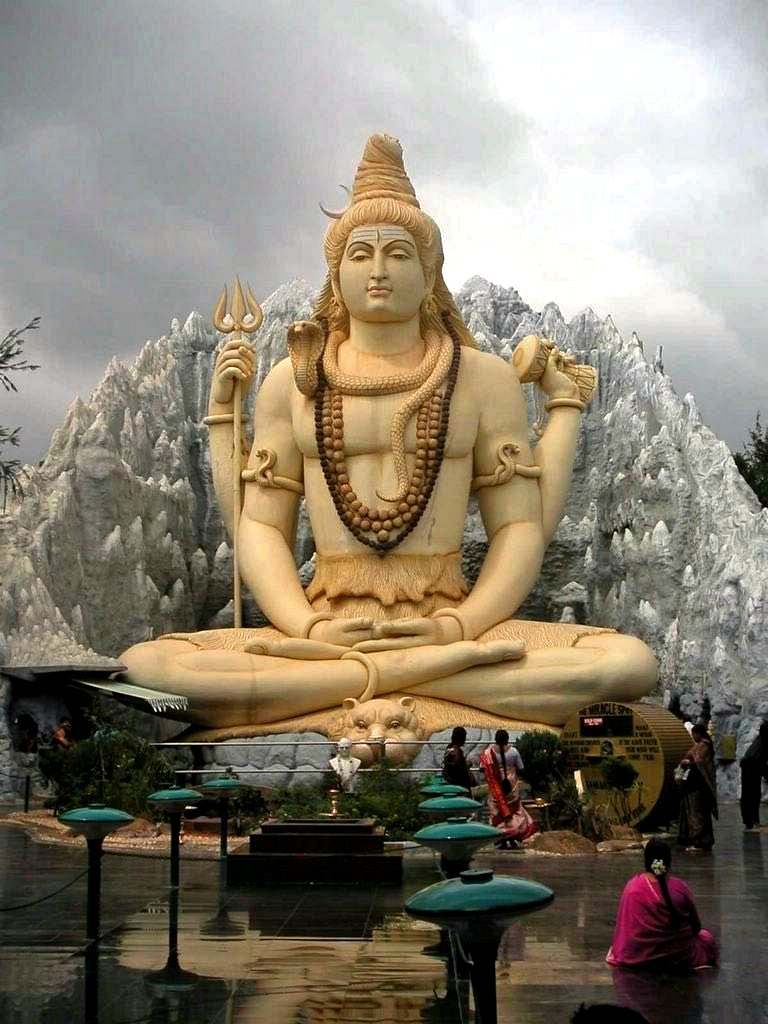
Estátua de Xiva em meditação iogue

Qualquer que seja a maneira na qual o hindu defina a meta de sua vida, existem diversos métodos (yôgas) que os sábios ensinaram para se atingir aquela meta. Textos dedicados ao ioga incluem o Bagavadgitá (Bhagavad Gita), os Ioga Sutras, o Hatha Yoga Pradipika, a Gheranda Samhita, entre outros, e, como sua base filosófico-histórica, os Upanixades. Os caminhos que um indivíduo pode seguir para atingir a meta espiritual da vida (moksha ou samadhi) incluem, entre outros: Bacti-ioga (o caminho do amor e da devoção); Carma-ioga (o caminho da ação correta); Raja-ioga (o caminho da meditação); Jnana-ioga (o caminho da sabedoria) e Raja-ioga (o caminho da união real). Um indivíduo pode preferir um ou alguns iogas sobre os outros, de acordo com a sua inclinação e entendimento. Algumas escolas devocionais ensinam que o bhakti é, para a maior parte das pessoas, a único caminho prático para se alcançar a perfeição espiritual, com base em sua crença de que o mundo atualmente estaria no Kali Yuga (uma das quatro épocas que formam o ciclo Yuga). A prática de um ioga não exclui as outras, e muitos estudiosos acreditam que os diferentes yogas se misturam naturalmente e auxiliam na prática das outros yogas. Por exemplo, acredita-se que a prática da Jñana Yoga inevitavelmente leve ao amor puro (a meta do bacti-ioga), e vice-versa. Alguém que pratica a meditação profunda (como no raja-ioga) deve incorporar os princípios centrais do karma-ioga, do jnana-ioga e do bacti-ioga, seja direta ou indiretamente.

## Práticas

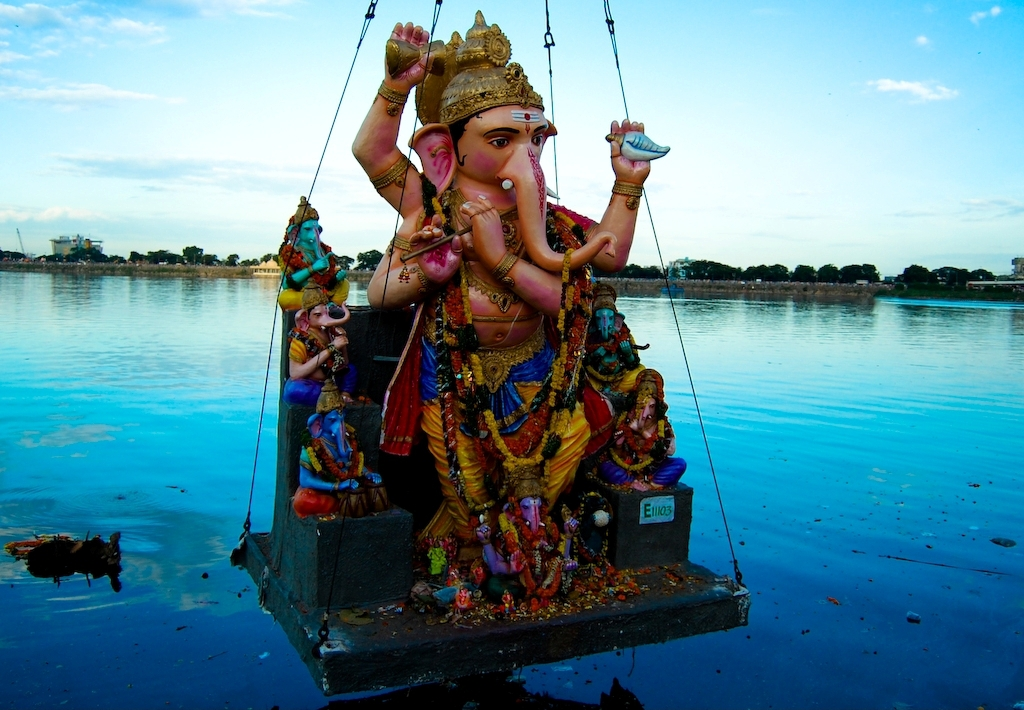
A cerimônia visarjan do Senhor Ganexa, durante o festival Chaturthi

As práticas hinduístas geralmente envolvem a procura da consciência de Deus, e por vezes também a procura de bênçãos dos devas. Assim, o hinduísmo desenvolveu muitas destas práticas como forma de ajudar o indivíduo a pensar na divindade em meio à vida cotidiana. Os hindus podem praticar a pūjā (culto ou veneração) tanto em casa como num templo. Em seus próprios lares os hindus frequentemente costumam criar um altar, com ícones dedicados às suas formas escolhidas de Deus. Os templos costumam ser dedicados a uma divindade primária e às divindades subordinadas que lhe são associadas, embora alguns templos sejam dedicados a mais de uma divindade. A visita a templos não é obrigatória, e muitos os visitam apenas durante os festivais religiosos. Os hindus realizam seu culto através dos murtis, ícones; o ícone serve como uma ligação tangível entre o fiel e Deus. A imagem costuma ser considerada uma manifestação de Deus, já que Ele é imanente. O Padma Purana afirma que o mūrti não deve ser visto como apenas pedra ou madeira, mas sim como uma forma manifesta da Divindade.

### Rituais

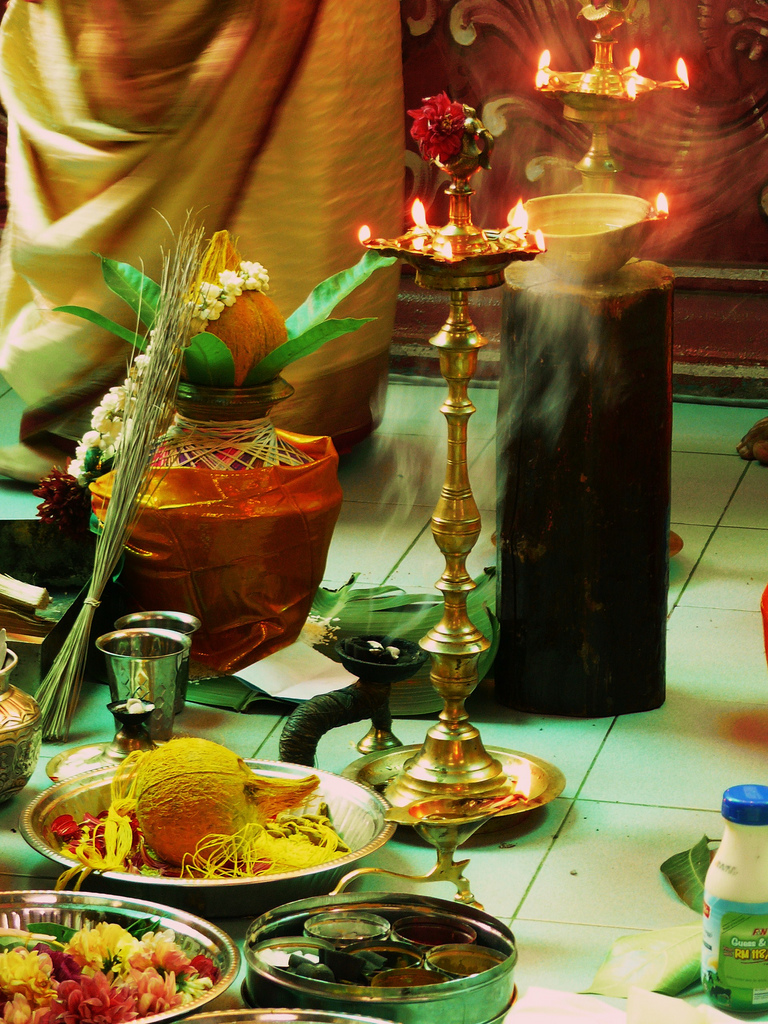
Tradicionais diyas e outros itens usados em orações durante uma cerimônia de casamento hindu

A imensa maioria dos hindus praticam rituais religiosos diariamente, porém a observância destes rituais varia enormemente de acordo com as regiões, cidades ou aldeias e indivíduos. A maior parte dos hindus segue estes rituais religiosos em seus lares. Os hindus mais devotos também executam tarefas diárias, como venerar durante a alvorada, depois de se banhar (normalmente num santuário familiar, num ritual que também envolve o acendimento de uma lâmpada e a colocação de oferendas de alimentos diante de imagens das divindades), recitar os escritos religiosos, cantar hinos devocionais, meditar, cantar mantras, entre outros. Um fator de destaque nos rituais religiosos é a divisão entre o puro e o impuro (ou poluído). Atos religiosos pressupõem algum grau de impureza ou poluição para o seu praticamente, que devem ser anulados ou neutralizados antes ou durante o decorrer do ritual. A purificação, feita geralmente com água, é portanto um aspecto típico da maior parte dos atos religiosos do hinduísmo. Outras características incluem a crença na eficácia do sacrifício e do conceito de mérito, ganho através da realização da caridade ou de bons atos, que acumulam com o tempo e reduzem o sofrimento no próximo mundo. Os ritos védicos da oblação pelo fogo (yajna) são atualmente apenas práticas ocasionais, embora sejam altamente reverenciadas na teoria. Nas cerimônias de casamentos e funerais hindus, no entanto, o yajña e o entoamento de mantras védicos ainda são a norma.
Ocasiões como nascimentos, casamentos e mortes envolvem o que são frequentemente conjuntos elaborados de costumes religiosos. No hinduísmo, os rituais que tratam do ciclo da vida incluem o Annaprashan (a primeira ingestão de comida sólida por um bebê), Upanayanam ("cerimônia do fio sagrado" pela qual passam as crianças de castas elevadas em sua iniciação na educação formal) e Shraadh (ritual de conceder banquetes em nome dos falecidos). Para a maior parte das pessoas na Índia, o noivado de um jovem casal e a data e hora exatas do casamento são questões decididas pelos pais, em consultas com astrólogos.

## Escrituras

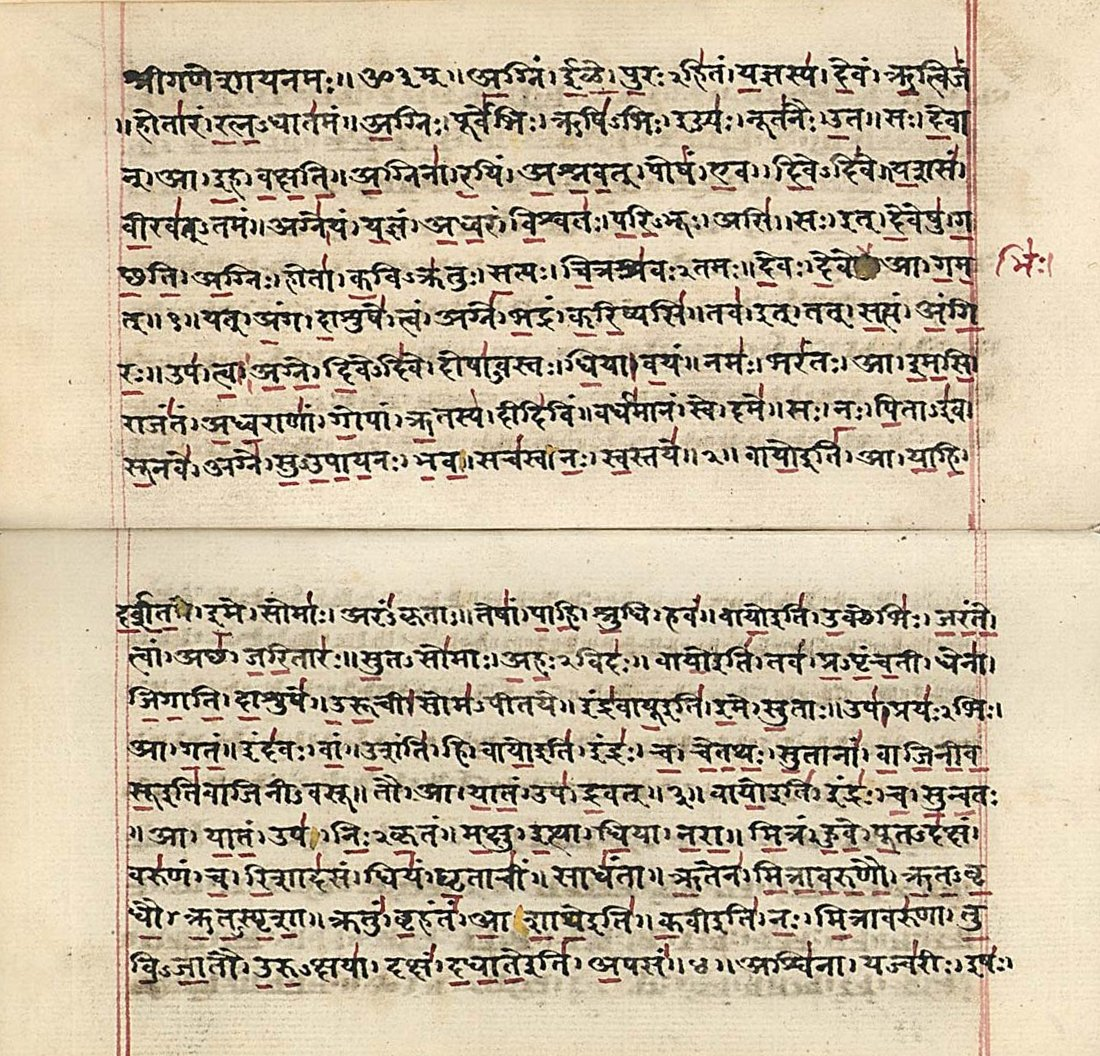
O Rig Veda é um dos mais antigos textos religiosos. Este manuscrito do Rig Veda em particular esta no alfabeto devanágari

O hinduísmo baseia-se no "tesouro acumulado de leis espirituais descobertas por diferentes pessoas em diferentes tempos". As escrituras foram transmitidas oralmente, na forma de versos - para auxiliar na sua memorização, muitos séculos antes de serem escritos. Ao longo dos séculos diversos sábios refinaram estes ensinamentos e expandiram o cânone. Na crença hindu pós-védica e moderna a maior parte das escrituras não costuma ser interpretadas literalmente; dá-se mais importância aos significados éticos e metafóricos derivados deles.

### Shruti
Shruti (lit: "aquilo que é ouvido") refere-se primordialmente aos Vedas, que compõem o mais antigo registro das escrituras hindus. Enquanto muitos hindus veneram os Vedas como verdades eternas reveladas aos antigos sábios (Ṛṣis), alguns devotos não associam a criação deles com qualquer divindade ou pessoa, acreditando serem leis do mundo espiritual, que existiriam mesmo se não tivessem sido reveladas aos sábios. Os hindus acreditam que, como as verdades espirituais dos Vedas são eternas, eles estão sendo expressos continuamente, de diferentes maneiras.

#### Vedas
Os Vedas são os textos mais antigos do hinduísmo, e também influenciaram o budismo, o jainismo e o siquismo. Os Vedas contêm hinos, encantamentos e rituais da Índia antiga. Juntamente com o Livro dos Mortos, com o Enuma Elish, I Ching e o Avestá, eles estão entre os mais antigos textos religiosos existentes. Além de seu valor espiritual, eles também oferecem uma visão única da vida cotidiana na Índia antiga. Enquanto a maioria dos hindus provavelmente nunca leram os Vedas, a reverência por mais uma noção abstrata de conhecimento (Veda significa "conhecimento" em sânscrito) está profundamente impregnada no coração daqueles que seguem o Veda Darma. Existem quatro Vedas: Rig Veda, Sama Veda, Yajur Veda, Atarvaveda. O Rig Veda é o primeiro e mais importante deles. Cada Veda se divide em quatro partes: a primeira, o Veda propriamente dito, é o Saṃhitā, que contém mantras sagrados. As outras três partes formam um conjunto em três camadas de comentários, costumeiramente em prosa, tidos como feitos numa data um pouco posterior ao Saṃhitā. São os Brâmanas (Brāhmaṇas), Āraṇyakas e os Upanixades. As primeiras duas partes foram chamadas posteriormente de Karmakāṇḍa (parte ritualística), enquanto as últimas duas formam a Jñānakāṇḍa (parte do conhecimento). Embora os Vedas tenham como foco os rituais, os Upanixades se concentram numa abordagem espiritual e em ensinamentos filosóficos, discutindo Brâman e a reencarnação.

#### Upanixades
Os Upanixades são denominados Vedanta, porque eles contêm uma exposição da essência espiritual dos Vedas. Entretanto é importante observar que os Upanixades são textos e Vedanta é uma filosofia. A palavra Upanishad significa "sentar-se próximo ou perto", pois os estudantes costumavam sentar-se no solo, próximos a seus mestres. Os Upanixades organizaram mais precisamente a doutrina védica de auto-realização, ioga, e meditação, karma e reencarnação, que eram veladas no simbolismo da antiga religião de mistérios. Os mais antigos Upanixades são geralmente associados a um Veda em particular, através da exposição de uma brâmana ou Aranyaka, enquanto os mais recentes não. Formando o coração da Vedanta (Final dos Vedas), eles contêm a técnica de adoração aos deuses védicos e capturam a essência do dito do Rig Veda "A Verdade é Uma". Eles colocam a filosofia hindu separada e acolhendo uma única e transcendente força imanente e inata na alma de cada ser humano, identificando o microcosmo e o macrocosmo como Um. Podemos dizer que enquanto o hinduísmo primitivo é fundamentado nos quatro Vedas, o hinduísmo clássico, a ioga e vedanta, e correntes tântricas do Bhakti foram modelados com base nos Upanixades.[carece de fontes?]

### Smritis

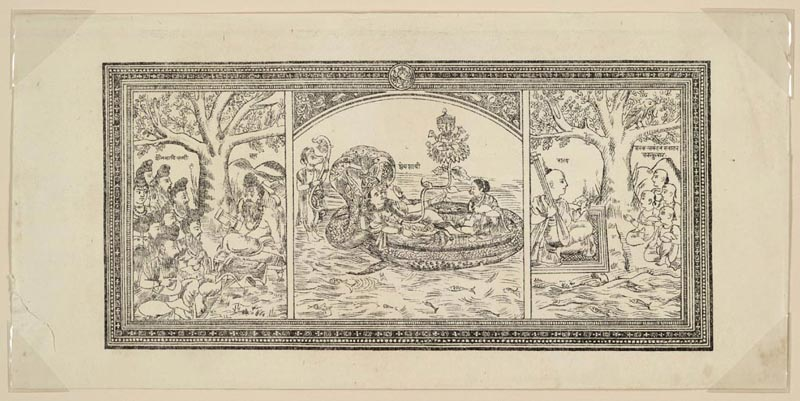
O Naradeya Purana descreve a mecânica do universo; neste retrato vê-se Vixnu, com sua consorte, Lakshmi, descansando em Shesha Nag. Narada e Brama também aparecem

Textos hindus além dos shrutis são chamados coletivamente de smritis ("memória"). Os mais célebres dentre os smritis são os poemas épicos, que consistem no Maabárata (Mahābhārata) e do Ramáiana (Rāmāyaṇa). O Bagavadguitá (Bhagavad Gītā), parte integral do Maabárata, e um dos mais populares textos sacros do hinduísmo, contém ensinamentos filosóficos de Krishna, uma encarnação de Vixnu, narradas ao príncipe Arjuna às vésperas de uma grande guerra. O Bhagavad Gītā, narrado por Krishna, é descrito como a essência dos Vedas. O Gītā, no entanto, por vezes também chamado de Gitopanishad ("Guitopanixade"), costuma ser categorizado com maior frequência entre os shrutis, por ter um conteúdo de natureza upanixádica. Os smritis também incluem os Puranas (Purāṇas), que ilustram ideias hindus através de narrativas vívidas. Também existem textos de natureza sectária, como o Devi Mahatmya (Devī Mahātmya), os Tantras, os Yoga Sutras, Tirumantiram, Shiva Sutras e Agamas (Āgamas). Um texto mais controverso, o Manusmriti, é o livro de leis que epitomiza os códigos sociais do sistema de castas.[carece de fontes?]

#### Puranas
Os Puranas são considerados smriti; ensinamentos não escritos passados oralmente de uma geração a outra. Eles são distintos dos shrutis ou ensinamentos em escritos tradicionais. Existem um total de 18 Puranas maiores, todos escritos em forma de versos. Acredita-se que estes textos foram escritos muito anteriormente ao Ramayana e ao Mahabarata. Acredita-se que o mais antigo Purana provém de cerca de 300 a.C., e os mais recentes de 1300-1400. Apesar de terem sido compostos em diferentes períodos, todos os Puranas parecem ter sido revisados. Tal pode ser notado quando se observa que todos eles comentam que o número de Puranas é 18. Os Puranas variam muito: o Skanda Purana é o mais longo com 81 000 versos, enquanto o Brahma Purana e o Vamana Purana são os mais curtos com 10 000 versos cada. O número total de versos em todos os 18 Puranas é 400 000.[carece de fontes?]

#### Ramayana e Mahabarata
O Ramayana e o Mahabarata são os livros épicos nacionais da Índia. São provavelmente os poemas mais longos escritos em todo o mundo. A obra conta a história de um príncipe, Rama de Ayodhya, cuja esposa Sita é abduzida pelo demônio Rāvana, rei de Lanka. O Mahabarata é atribuído ao sábio Vyasa, e foi escrito no período entre 540 e 300 a.C.. A obra, que conta a lenda dos báratas, uma das tribos arianas, discute o tri-varga ou as três metas da vida humana: kama ou desfrute sensorial, artha ou desenvolvimento econômico e darma a religiosidade mundana que se resume em códigos de conduta moral e ritual. O Ramayana é atribuído ao poeta Valmiki, e foi escrito no século I, apesar de ser baseado em tradições orais que datam de seis ou sete séculos antes de Cristo.[carece de fontes?]

#### Bagavadguitá
A Bagavadguitá é considerada parte do Maabárata (escrito em 400 a.C. ou 300 a.C., é um texto central do hinduísmo, um diálogo filosófico entre o deus Krishna e o guerreiro Arjuna. Este é um dos mais populares e acessíveis textos do hinduísmo, e é de essencial importância para a religião. O Gita discute altruísmo, dever, devoção, meditação, integrando diferentes partes da filosofia hindu.[carece de fontes?]